# Тајмиште
Тајмиште (мкд. Тајмиште) је насеље у Северној Македонији, у западном делу државе. Тајмиште припада општини Кичево.
Поред села се налази и некадашњи рудник гвоздене руке који носи исто име.

## Географија
Насеље Тајмиште је смештено у западном делу Северне Македоније. Од најближег већег града, Кичева, насеље је удаљено 22 km северозападно.
Тајмиште се налази у историјској области Кичевија, око града Кичева. Село се сместило високо, на источним висовима планине Бистре. Област око села је изворини део Зајаске реке, која је притока Кичевске реке. Надморска висина насеља је приближно 1.040 метара.
Клима у насељу је планинска због знатне надморске висине.

## Историја
Крајем 19. века у месту је било 85 српских кућа.
У месту је радила српска народна школа између 1870-1883. године. Први учитељ тада је мештанин Димитрије Симњановић који је држао школу у својој кући првих пет година. Он је учио у Кичевском манастиру Успеније Св. Богородице. Деца су похађала наставу само зими, јер су лети чувала стоку, и било их око 15. Поново је ту отворена 7. децембра 1895. године. На отварању школе највише су радили газда Исаило Стојановић, Василије Филиповић и трговац Благоје Трпковић. Први "одговорник" школе био је трговац Спира Стојановић. Школу је затим преузео Смиле поп Димитријевић, син поп Димитрија. Смиле је радио 1875-1893. године, а престао је онда када је ослепео. После годину дана паузе школа је отворена 1894. године са учитељем Томом Јанићијевићем родом из Крушева. Учитељ Тома се задржао само две године, па је школа затворена. Марта 1898. године долази ту учитељ Миливоје Кастратовић родом из Берана. Тај учитељ који се школовао у Београду убрзо прелази са службом у Куново. Сваки пут када оде учитељ настаје по правилу вишемесечна пауза у раду месне школе. Године 1900. постављен је нови, београдски кадар, учитељ Ставра Спирић родом из Нићифорова. Школа није имала своју зграду због чега се више пута премештала. Те 1900. године своју кућу је уступио за просвету деце газда Игњат Степановић. Зграда је поред цркве али неподесна, јер има само једну малу просторију (као учионицу) која је не патосана и представља и стан учитељев. Има пространо двориште са воћем и чесмом. То је тада троразредна школа са забавиштем, у коју долази 43 ученика. Бригу о школи воде поред попе и одговорника Ђерасима Бојовића и газде Стојан Трпковић, Малук Јаћимовић и Игњат Степановић. Српска народна школа званично је отворена 1908. године.
У месту је 1900. године православни храм Св. апостола Петра и Павла, са парохом поп Наумом Николићем.
У октобру 1921. село је напала банда Каљоша Зајаса, извештено је да је изгорело 70 од 72 куће, као и црква, храна и стока.

## Становништво
Тајмиште је према последњем попису из 2002. године имало 107 становника.
Већинско становништво у насељу чине етнички Македонци (100%).
Претежна вероисповест месног становништва је православље.